# Škoda 1203
Škoda 1203 — малотоннажный грузовой автомобиль, производящийся чехословацким производителем Škoda Auto с 1968 по 1999 год. С 1981 года автомобиль производился на заводе TAZ. В 1985 году автомобиль был модернизирован. Всего было произведено 69 727 экземпляров.

## История
Автомобиль Škoda 1203 впервые был представлен в 1956 году. Однако серийно автомобиль производился с 1968 года.
За основу модели был взят легковой автомобиль Škoda 1202. Кроме развозных фургонов, существовали также микроавтобусы, катафалки и автомобили скорой помощи.
Производство завершилось в 1999 году, но продолжалось мелкосерийно с 1994 по 2017 год.

## Галерея

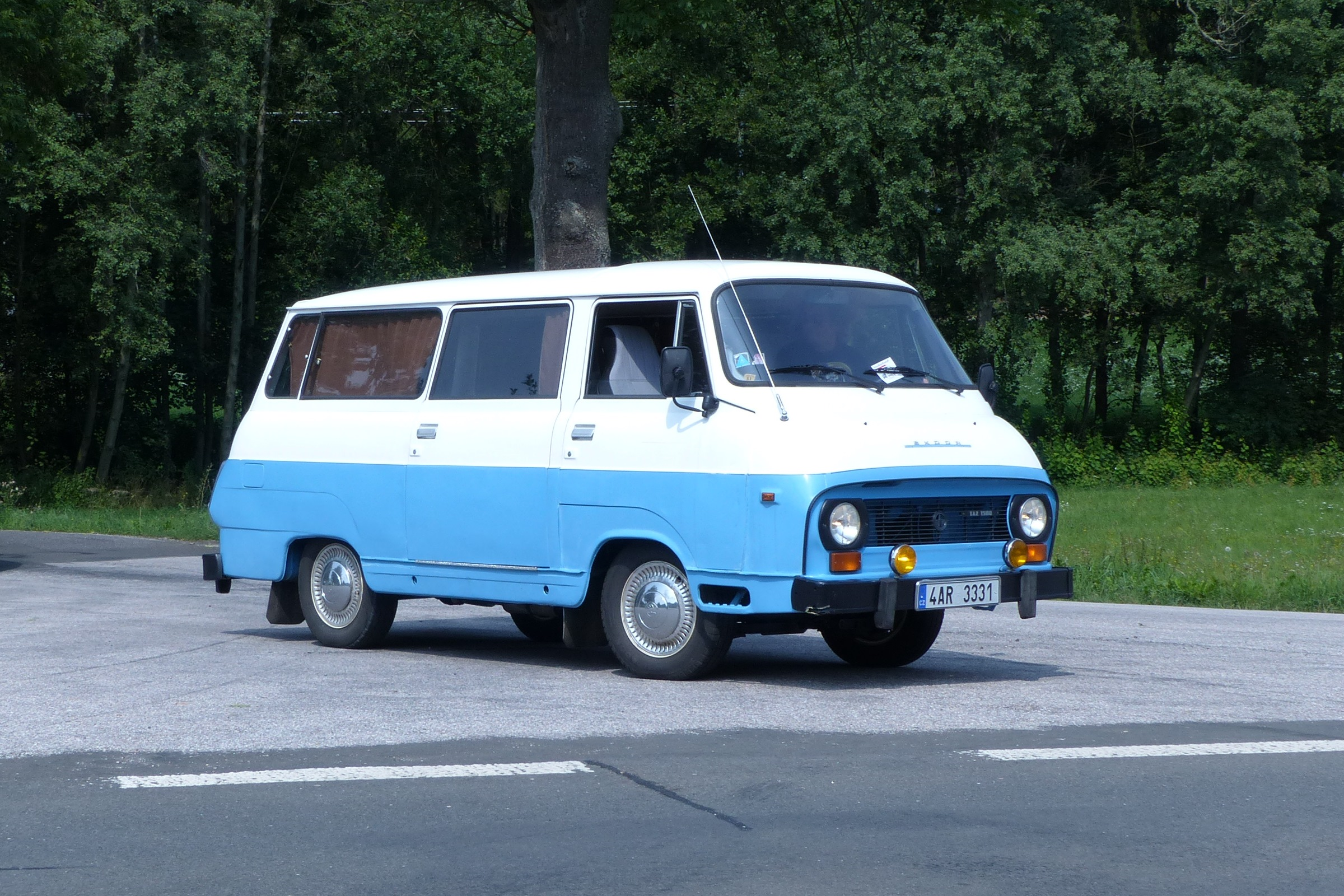
TAZ 1500
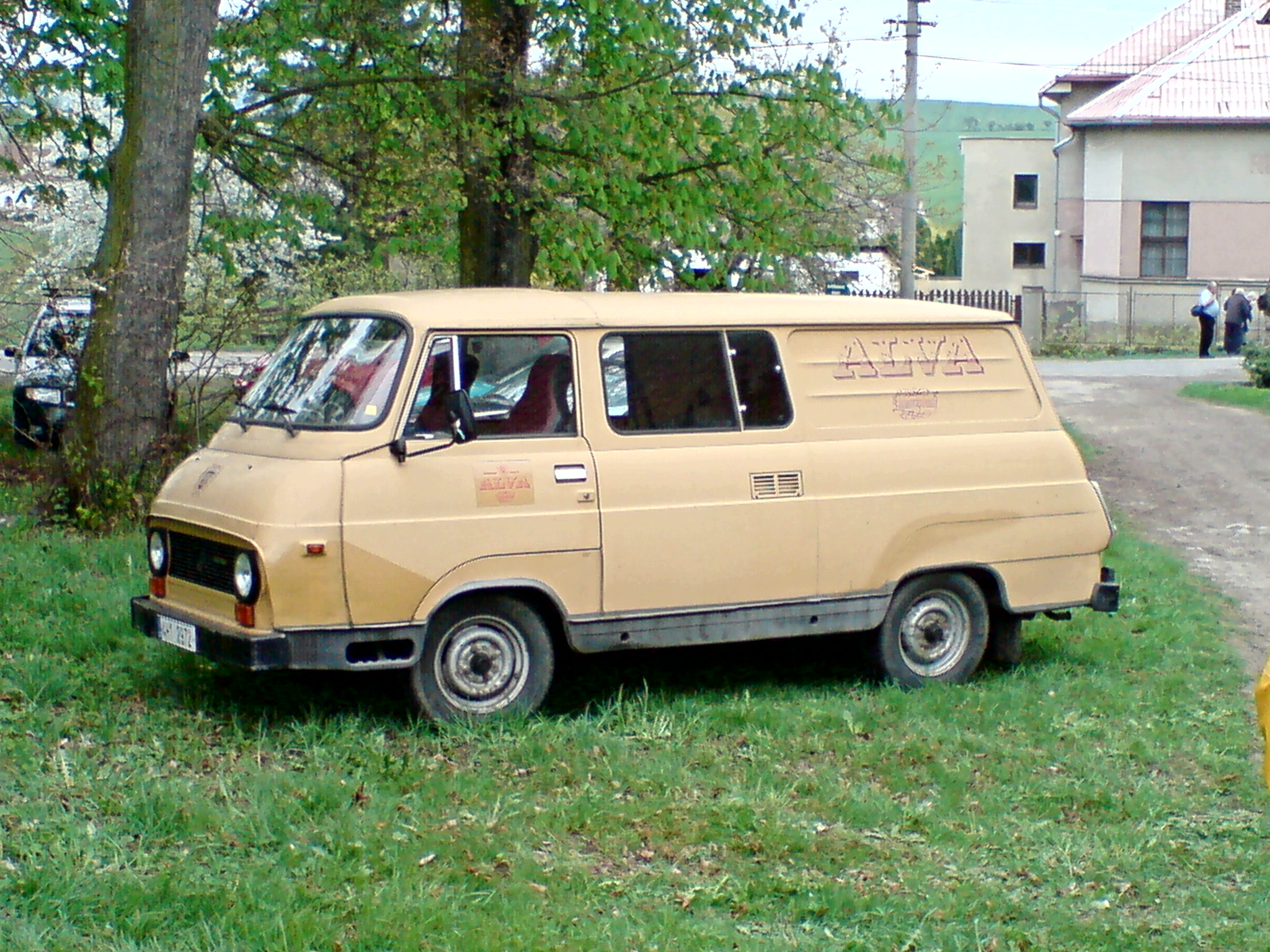
Škoda 1203
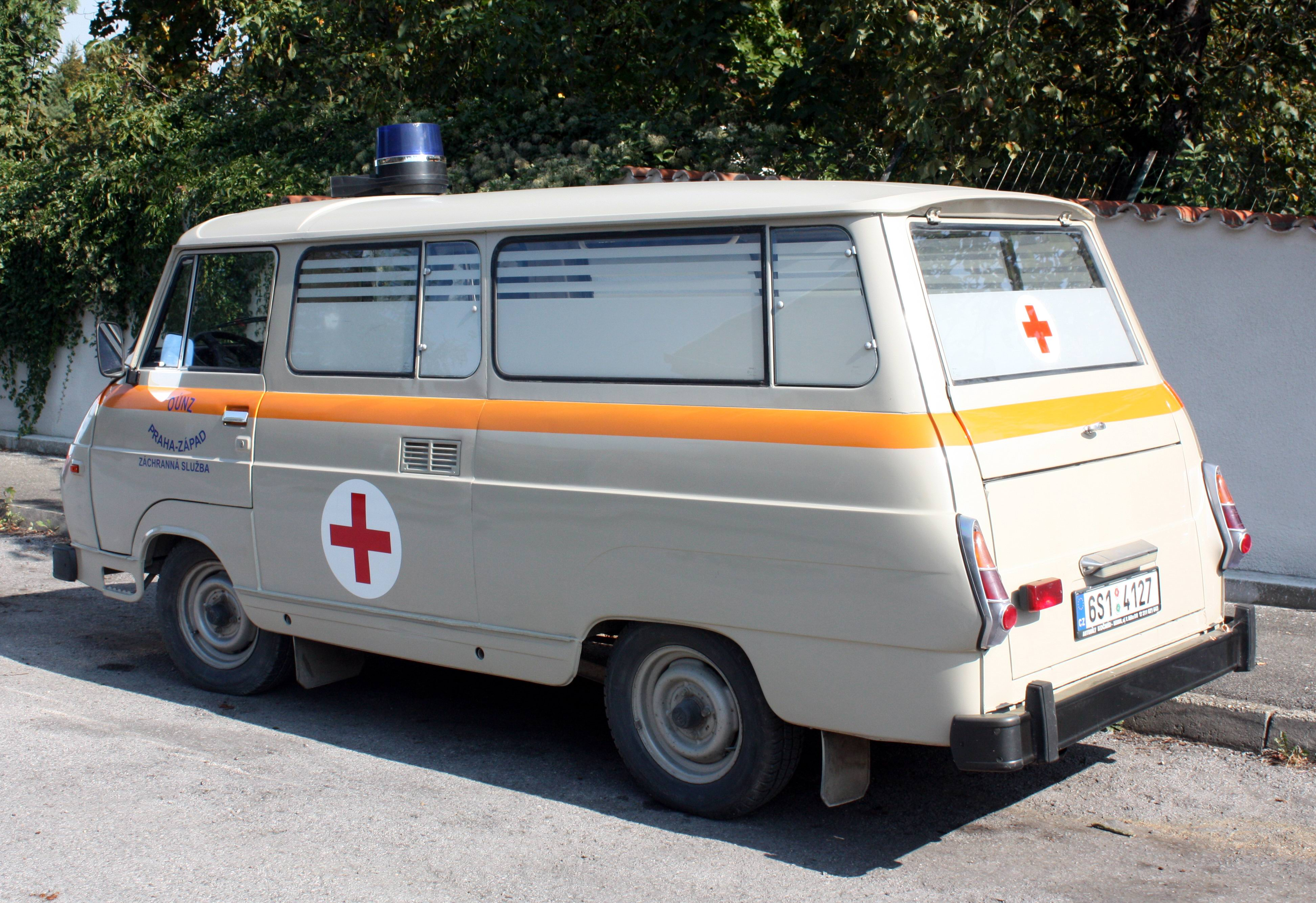
Автомобиль скорой помощи
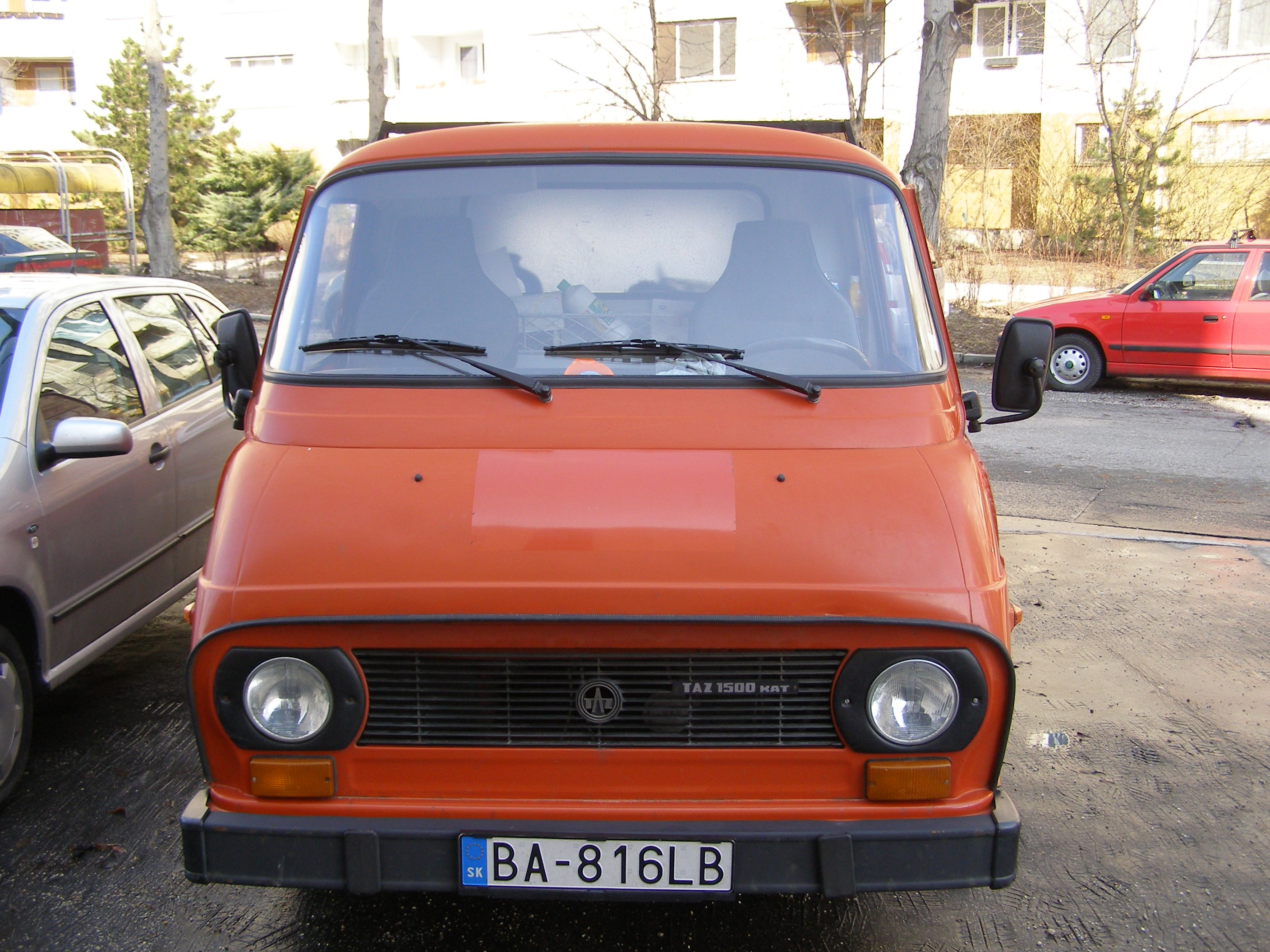
TAZ 1500 KAT
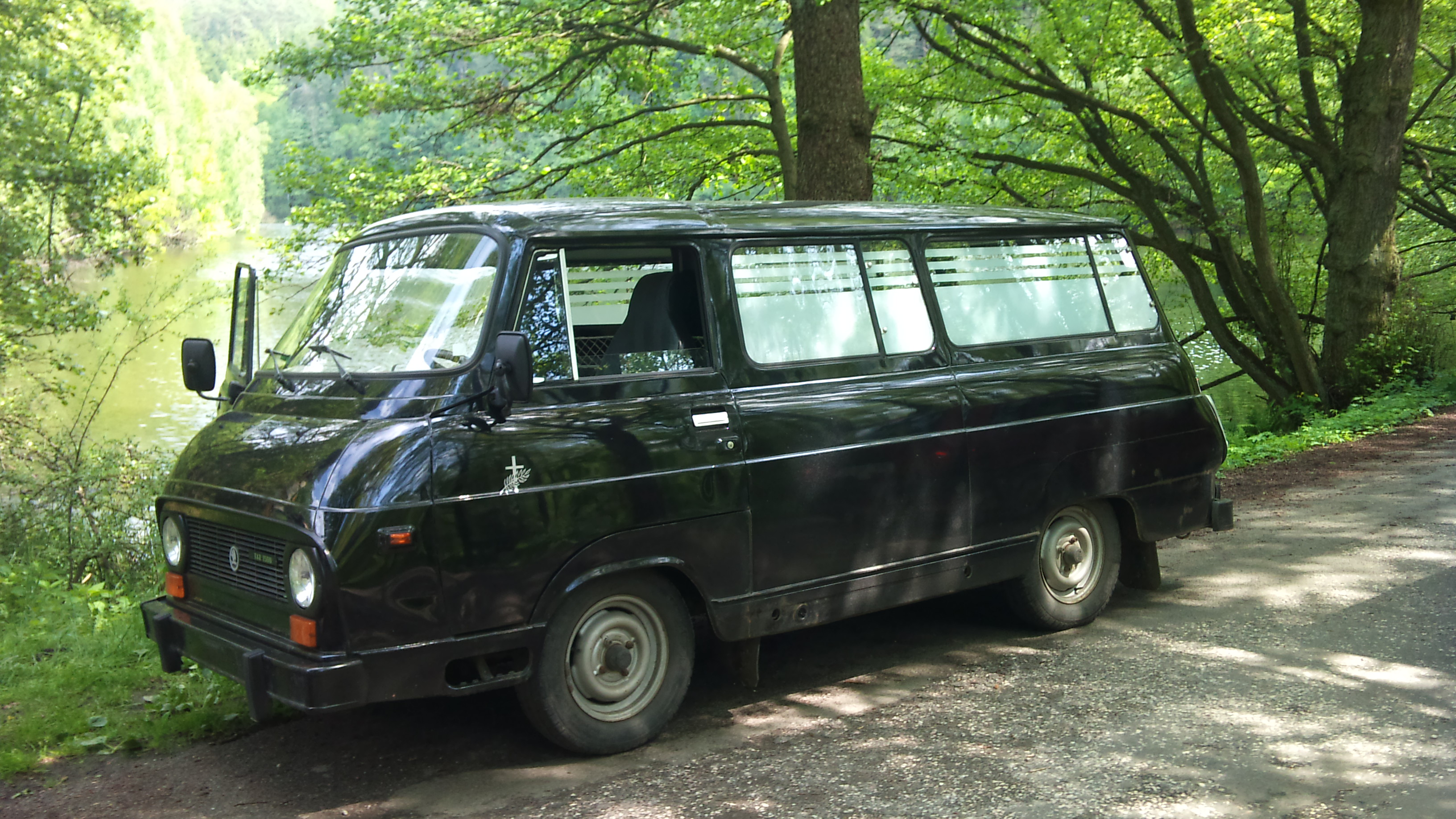
Катафалк
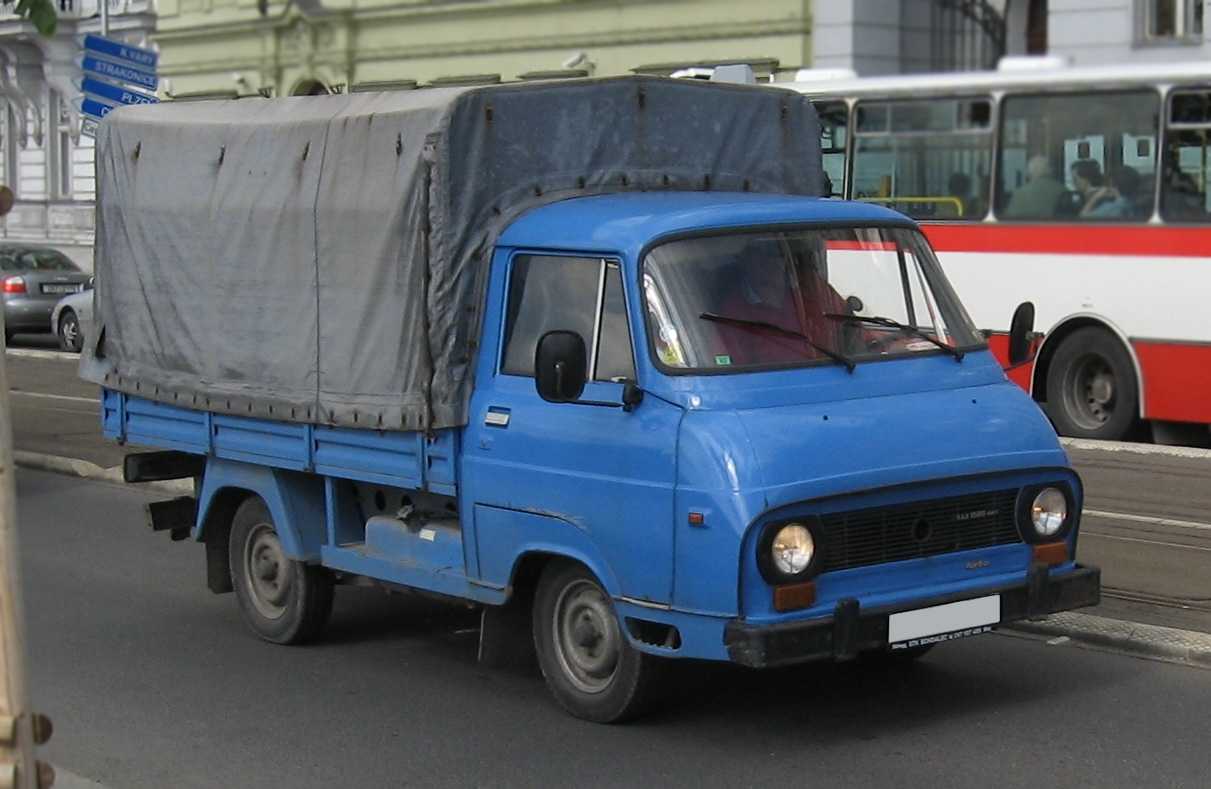
Развозной автомобиль-фургон TAZ 1500 KAT
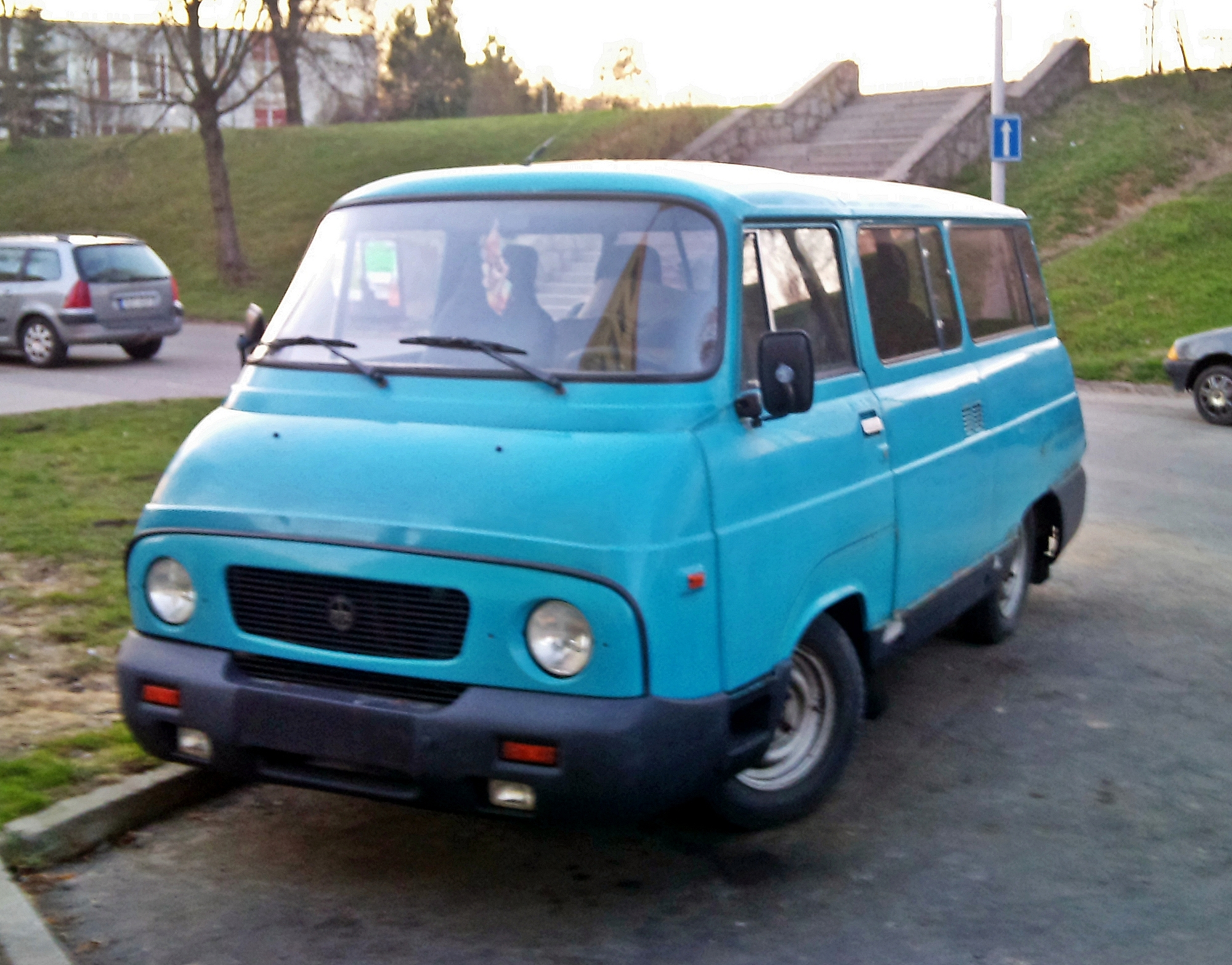
TAZ 1500